# بونان باه
بونان باه أو بونان  هي مجموعة عرقية توجد في سرواق بماليزيا وكليمانتان بإندونيسيا.   وينبع اسمهم من نهرين على طول الضفاف التي كانوا يعيشون فيها منذ زمن سحيق. لديهم أسماء أخرى مثل : Mikuang Bungulan أو Mikuang و Aveang Buan . لكن هذه المصطلحات تستخدم فقط في طقوس هذه الأيام.

## اللغة
يتحدث البونان لغة باه بياو بونان ، إحدى لغات البونان.

فيما يلي جملة منطوقة في لغة بونان:
1. نو دينج؟ - كيف حالكم؟